# ネリタン・ツェカ

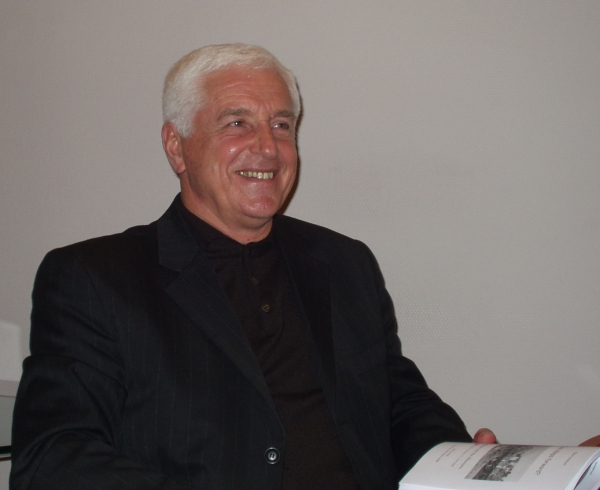
2006年のネリタン・ツェカ

ネリタン・ツェカ（アルバニア語: Neritan Ceka、1941年2月11日 - ）は、アルバニアの考古学者。1991年から政治に関わり、2007年の大統領選挙に立候補した。2009年現在、民主同盟党の党首を務める。ティラナ出身。

## 著作
- Apollonia: History and Monuments (ISBN 99943-672-5-0)
- Buthrotum: Its History and Monuments (ISBN 99927-801-2-6)
- Butrint (ISBN 0-9535556-0-7)
- Byllis: Its History and Monuments with Skender Mucaj (ISBN 99943-672-7-7)
- Iliret (ISBN 99927-0-098-X)